# M. E. Mayston
M. E. Mayston (* um 1890; † im 20. Jahrhundert, verheiratete M. E. Webster) war eine englische Badmintonspielerin.

## Karriere
M. E. Mayston gewann 1913 die Mixedkonkurrenz der All England gemeinsam mit Guy Sautter. Mayston war für den Klub Balham Badminton aktiv. Sie repräsentierte England in den traditionellen Länderkämpfen gegen Irland.